# Severní Vítkovský tunel
Severní Vítkovský tunel je železniční tunel č. 504 na katastrálním území Žižkov, který leží v km 2,422–3,738 železniční tratě Praha – Česká Třebová mezi stanicemi Praha hlavní nádraží a Praha-Libeň. Tunelem v roce 2023 projíždělo průměrně 335 vlaků za den.

## Historie
Vítkovské tunely byly postaveny v letech 2004–2011 v rámci výstavby Nové spojení. Tunely byly raženy v období 2004–2008 firmami Metrostav (jižní tunel) a Subterra (severní tunel) podle projektu firmy Sudop Praha a do provozu byly dány 1. září 2008.

## Geologie a geomorfologie
Tunel se nachází v geomorfologické oblasti Brdská podsoustava, celku Pražská plošina s podcelkem Říčanská plošina s okrskem Úvalská plošina.
Tunel byl ražen ve vrchu Vítkov v horninách středního ordoviku, ve styku šáreckých břidlic a skaleckých vrstev. Šárecké břidlice jsou tmavošedé prachovito-jílovité břidlice. Skálecké vrstvy jsou tvořeny lavicovitě vrstevnatými křemenci a křemitými pískovci. Nadloží je od 4,5 m nad výjezdním portálem do 45 m. V oblasti Národního památníku je 42 m.
Tunel leží v nadmořské výšce 215 m, je dlouhý 1316 m.

## Popis
Dvoukolejný tunel byl ražen v podélné ose vrchu Vítkov s protisměrnými oblouky o poloměru min. 600 m mezi stanicemi Praha hlavní nádraží a Praha-Libeň a je ve vzdálenosti od 30 m do 60 m od druhého tunelu. Tunely v podzemí kříží podchod pro pěší ze Žižkova do Karlína (asi 6 m pod tunelem), kanalizační stoku a energokanál Pražačka. Na vzdálenost asi 34 m se přibližují ke krytům civilní obrany (CO). Oba tunely jsou propojeny čtyřmi propojovacími chodbami. Před portály jsou nástupní plochy pro požární techniku.
Výstavbu prováděla firma Subterra. Ražba byla zahájena 5. srpna 2005 a dokončena 7. června 2006.
Portály obou tunelů jsou řešeny jako sdružené. Portálové části byly postavené v otevřené hloubené jámě a v délce 1150,6 m byl tunel ražen. Ostění tunelu je dvouplášťové, v portálech mají tvar podkovy a na exponovaných místech je protiklenba a ocelová výztuž (např. přechod nad podchodem pro pěší). Na vjezdové straně (západní portál) byla hloubená otevřená jáma dlouhá 58,1 m, na výjezdové straně (východní portál) byla dlouhá 107,2 m. Ražba obou tunelů byla provedena dle principu NRTM a vytěžená rubanina v objemu asi 700 000 m³ byla odvážena po železnici na úložiště mimo hlavní město. Značná část rubaniny byla použita k zpětnému zásypu a na železniční náspy a asi 270 000 m³ bylo přepraveno do lokalit Mstětice, Lužec a Jeneč. Po vyražení části tunelu o profilu 96,22 až 108,13 m² byl proveden nástřik dočasného betonového ostění o tloušťce 200 až 300 mm, vyztužený ocelovou sítí a svorníky o délce tři až šest metrů. Po umístění hydrofolie bylo provedeno trvalé ostění z monolitického betonu z 60 % bez vyztužení a z 40 % s vyztužením. Ostění v klenbě je kruhové o vnitřním poloměru 5,70 m o min. tloušťce 350 mm, které bylo budováno pomocí posuvného bednění v délkách 12,5 m. Směrem k boční drenáži se tloušťka ostění zesiluje až na 480 mm. Světlá výška je 8,45 m, min. šířka v ose 11,40 m. V tunelu jsou záchranné výklenky ve vzdálenosti 25 m od sebe.
Při budování tunelů byly sledovány stavby na povrchu, zejména jezdecká bronzová socha Jana Žižky z Trocnova, která byla staticky zabezpečena proti vibracím při odstřelu horniny v tunelech. Citlivé měřící přístroje byly umístěny v podzemním krytu CO.